# Francesco Perilli
Francesco Perilli (Milano, 31 marzo 1969) è un giornalista e conduttore radiofonico italiano.

## Carriera

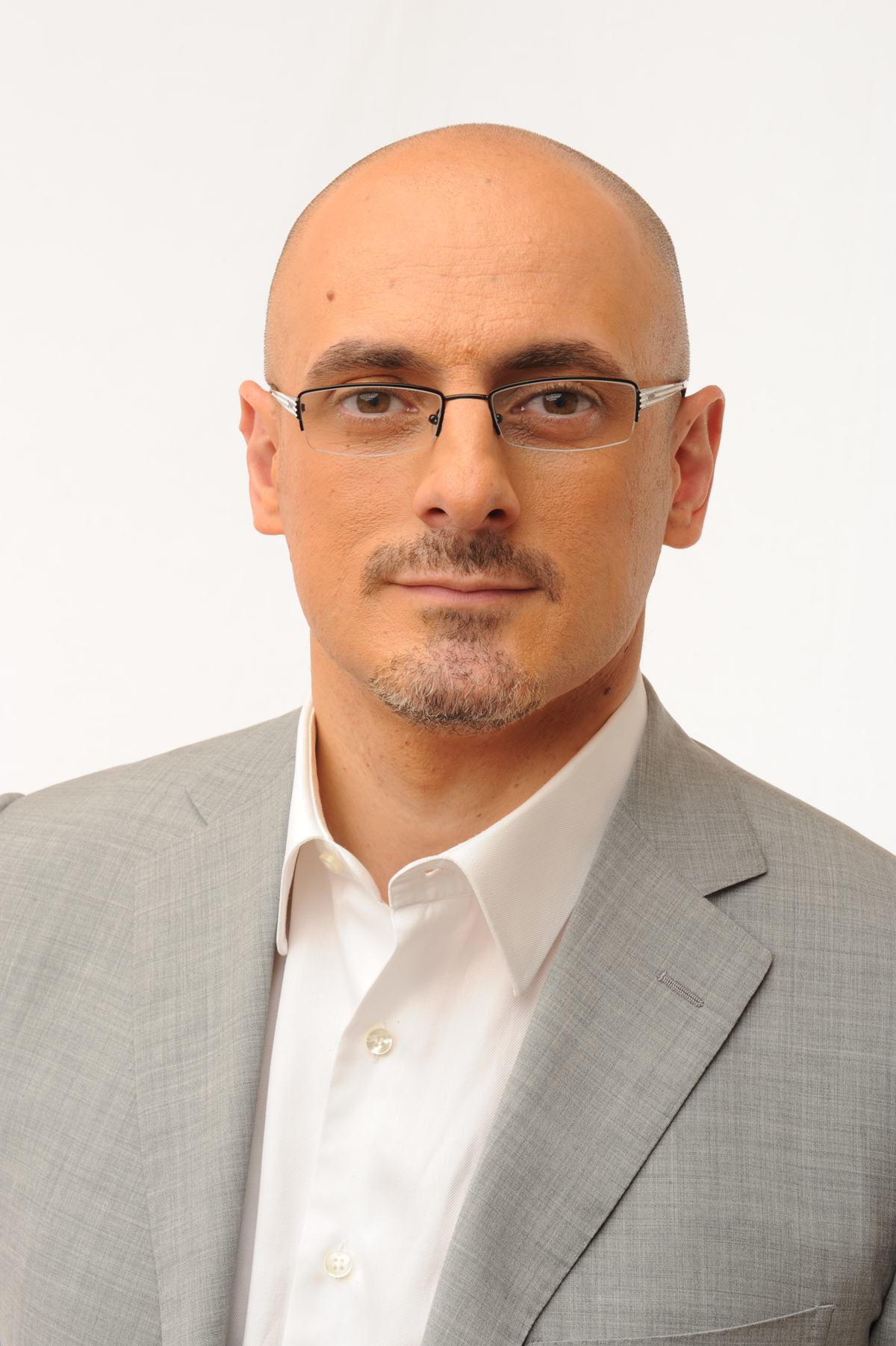
Francesco Perilli

Giornalista professionista dal 1996 e Sommelier dal 2013. 
Tra il 1986 e il 2005 ha lavorato per diverse radio, tra cui Radio Zeta e Discoradio (conduttore), Radio Station One (Direttore news), Radio 105 (negli anni Novanta redattore e conduttore; recentemente consulente per l'area contenuti), Radio Monte Carlo (redattore, autore e conduttore di "Anteprima Sera") e RTL 102.5 (autore e conduttore di "Protagonisti"). 
Nel 1997 a Sarteano ha vinto il premio "Penne pulite" per la radiofonia. 
Nel 2005 per Mondadori ha contribuito alla nascita di R101, emittente di cui è stato Station Manager e Direttore Responsabile dal 2005 al 2010. Ha lavorato per la tv come anchorman (Rete A) e corrispondente (Telemontecarlo) e ha collaborato con i quotidiani La Stampa e Il Giorno. 
È autore dei libri La radio, che storia! (Larus, 1997 prima edizione - Amazon, 2023 seconda edizione) e Disc-jockey (Sonda, 2002 - Collana Lavori Socialmente Inutili).
Attualmente lavora come consulente e docente a contratto.
| Controllo di autorità | VIAF (EN) 63301036 · ISNI (EN) 0000 0000 3407 0104 · SBN TO0V259519 · LCCN (EN) n97115902 |